# Aslanbek
Aslanbek (kyrillisch Асланбек) ist ein männlicher Vorname, der insbesondere im Nordkaukasus verbreitet ist.

## Namensträger
- Aslanbek Bisultanow (1956–2001), Ringer
- Aslanbek Bulazew (* 1963), Politiker
- Aslanbek Chuschtow (* 1980), Ringer
- Aslanbek Jenaldijew (1947–2015), Gewichtheber